# Maiorești
Maiorești – wieś w Rumunii, w okręgu Marusza, w gminie Rușii-Munți. W 2011 roku liczyła 223 mieszkańców.